# Saint Aubin’s Fort
Saint Aubin’s Fort ist ein Fort auf einer felsigen Insel vor dem Hafen von Saint Aubin an der Südküste der Kanalinsel Jersey.
Das Fort wurde in den 1540er-Jahren errichtet, als Saint Aubin der wichtigste Hafen der Insel war. Es schützte die Einfahrt zum Hafen. Saint Aubin verlor später seine Rolle an den Hafen von Saint Helier. Im englischen Bürgerkrieg bauten die Parlamentaristen das Fort mit einem Bollwerk zu einer starken Festung aus. Als die Royalisten die Festung dennoch eroberten, ersetzten sie das Bollwerk durch eine Wallanlage aus Granit und erhöhten den Turm um ein Stockwerk.
Auch im 18. und 19. Jahrhundert wurde Saint Aubin’s Fort umgebaut, aber in der friedlichen, viktorianischen Zeit diente es als Sommerresidenz. Erst im Zweiten Weltkrieg, als die Deutschen die Kanalinseln besetzt und zu einem Teil ihres Atlantikwalls gemacht hatten, wurden wieder Geschütze auf dem Fort installiert und Kasematten aus Beton hinzugefügt.
Heute dient Saint Aubin’s Fort, das bei Ebbe von der Hauptinsel Jersey aus über einen Damm erreichbar ist, den Jersey Sea Scouts als Hauptquartier. Es ist nicht öffentlich zugänglich.